# I tak cię kocham (album)
I tak cię kocham (zapis stylizowany: I Tak Cię Kocham) – piąty album studyjny polskiej piosenkarki Alicji Janosz. Wydawnictwo ukazało się 4 czerwca 2023 wydaniem własnym w dystrybucji e-Muzyka.
Album jest utrzymany w stylu muzyki pop. Składa się z wersji standardowej (1 CD).
Nagrania były promowane singlami: „Maleńka”, „Friend”, „Bez Ciebie” i „Nie jest za późno”.

## Lista utworów
Opracowano na podstawie materiału źródłowego.
| I tak cię kocham – Wersja standardowa | I tak cię kocham – Wersja standardowa | I tak cię kocham – Wersja standardowa            | I tak cię kocham – Wersja standardowa | I tak cię kocham – Wersja standardowa |
| Nr                                    | Tytuł utworu                          | Słowa                                            | Muzyka                                | Długość                               |
| ------------------------------------- | ------------------------------------- | ------------------------------------------------ | ------------------------------------- | ------------------------------------- |
| 1.                                    | „Bez Ciebie”                          | Alicja Janosz                                    | Alicja Janosz                         | 4:03                                  |
| 2.                                    | „Maleńka”                             | Alicja Janosz                                    | Alicja Janosz                         | 4:00                                  |
| 3.                                    | „Nie jest za późno”                   | Alicja Janosz                                    | Alicja Janosz                         | 3:51                                  |
| 4.                                    | „Chcę czuć”                           | Alicja Janosz                                    | Alicja Janosz                         | 4:07                                  |
| 5.                                    | „Friend” (oraz Jarosław Krużołek)     | Alicja Janosz, Jarosław Krużołek, Joanna Chudzio | Alicja Janosz                         | 5:13                                  |
| 6.                                    | „Who cares”                           | Alicja Janosz                                    | Alicja Janosz                         | 4:26                                  |
| 7.                                    | „I see you”                           | Alicja Janosz                                    | Alicja Janosz                         | 5:23                                  |
| 8.                                    | „Islands”                             | Alicja Janosz                                    | Alicja Janosz                         | 3:46                                  |
| 9.                                    | „Puść”                                | Alicja Janosz                                    | Alicja Janosz                         | 3:12                                  |
|                                       |                                       |                                                  |                                       | 38:01                                 |